# Betriebsstatistik
Als Betriebsstatistik bezeichnet man einerseits die
- Beschreibung und Überprüfung innerbetrieblicher Abläufe mit Hilfe statistischer Methoden und andererseits
- externe (amtliche) Statistiken über eine Gesamtheit von Betrieben.[1]

In der Technik wird der Begriff zur Bezeichnung von Statistiken über den Betrieb von Anlagen, Maschinen und EDV-Programmen verwendet.
Während die Definition als Statistik über verschiedene Betriebe einer Zusammenstellung extern erfassbarer Daten entspricht, z. B. die einfache Zählung aller Betriebe einer Branche in Deutschland, beziehen sich die anderen Definitionen auf die Untersuchung und Überprüfung des Ablaufs interner Prozesse bzw. damit verknüpfter intern interessanter Prozesse.

## Betriebsstatistik als Statistik innerbetrieblicher Abläufe
Die Betriebsstatistik als Statistik innerbetrieblicher Abläufe, betriebliche Statistik oder betriebswirtschaftliche Statistik verdichtet Datenmaterial der Buchführung und der Kostenrechnung, ergänzt durch eigene Erhebungen, zu Kennzahlen, Tabellen und grafischen Darstellungen. Ihre Ergebnisse dienen der Wirtschaftlichkeits-, Produktivitäts- und Rentabilitätskontrolle (Vergleichsrechnung) und letztendlich als Teil des Controllings der Betriebs- bzw. Unternehmensplanung.

## Betriebsstatistik als Statistik über verschiedene Betriebe
Eine Reihe von statistischen Erhebungen tragen die Bezeichnung „Betriebsstatistik“. Häufig genutzt wird die „Beschäftigten- und Betriebsstatistik der Bundesagentur für Arbeit“.